# Iglesia de Santa María de la Asunción (Villafranca de Ordizia)
La iglesia de Santa María de la Asunción es un inmueble de la localidad española de Villafranca de Ordizia, en la provincia de Guipúzcoa.

## Descripción
El edificio se encuentra en la localidad española de Villafranca de Ordizia, perteneciente a la provincia de Guipúzcoa, en la comunidad autónoma del País Vasco. Se menciona como iglesia parroquial del lugar en el Diccionario histórico-geográfico-descriptivo de los pueblos, valles, partidos, alcaldías y uniones de Guipúzcoa (1862) de Pablo de Gorosábel, donde aparece descrita con las siguientes palabras:

La iglesia parroquial de esta villa es de la advocacion de Santa María de la Asuncion; cuya fábrica es del siglo décimo sexto, excepto la torre, que fué construida en el año de 1783. Es de una sola nave, con capillas laterales y no ofrece nada de notable. Se halla servida por un vicario, un beneficiado mayor ó entero, y cuatro medios; cuyo patronato corresponde á la villa. Sin embargo, la provision de la vicaría se hace por el alcalde y los dos beneficiados enteros; y la de los beneficios, antes del último concordato, se verificaba por el vicario, el alcalde y el beneficiado decano.
(Gorosábel, 1862, pp. 610-611)